# Nel blu dipinto di blu
A Nel blu dipinto di blu (magyarul: Kékre színezett kékben), ismertebb címén Volare (magyarul: Repülni) dal, amely Olaszországot képviselte az 1958-as Eurovíziós Dalfesztiválon. A dalt Domenico Modugno adta elő olasz nyelven.
A dal az olasz nemzeti döntőn, a Sanremói Dalfesztiválon nyerte el az indulás jogát.
A dal drámai sanzon stílusú, melyben az énekes leírja azt a repüléshez hasonlító érzést, amit akkor érez, ha a kedvesével van.
A március 12-én rendezett döntőben a fellépési sorrendben elsőként adták elő, a holland Corry Brokken Heel de wereld című dala előtt. A szavazás során tizenhárom pontot szerzett, ami a harmadik helyet érte a tízfős mezőnyben.

## Kapott pontok
| Kapott pontok                                                                                 |  | 1 | 1 |  | 1 |  | 4 | 4 | 1 | 1 |
| A tábla a fellépés sorrendjében van rendezve. A szavazás menete fordított sorrendben történt. |  |   |   |  |   |  |   |   |   |   |

## Érdekességek
- Ez a dal a verseny történetének egyik leghíresebb dala. Az amerikai Billboard Hot 100 listát is vezette, és az énekes két Grammy-díjat is kapott a dalért.
- A 2004-es Eurovíziós Dalfesztivál női műsorvezetője, Meltem Cumbul az elődöntőben, a továbbjutók kihirdetése előtt, valamint a döntőben is, a közönséggel együtt a cappella elénekelte a dal refrénjét.

## Külső hivatkozások
- Dalszöveg
- YouTube videó: A Nel blu dipinto di blu című dal előadása a hilversumi döntőben